# Centre des archives du féminisme
Pour les articles homonymes, voir CAF.
Le Centre des archives du féminisme (CAF), abrité au sein de la bibliothèque universitaire d'Angers, conserve des archives d'associations et de personnalités féministes françaises des XIXe siècle, XXe et XXIe siècles, d'envergure nationale.

## Historique
Le Centre des archives du féminisme (CAF) est né d'une convention de partenariat entre l'université d'Angers et l'association Archives du féminisme. Cette convention, signée par le président de l'université d'Angers et la présidente de l'association Archives du féminisme, est établie pour une durée de cinq ans renouvelable par tacite reconduction. La première convention, signée par Jacques Louail, ancien président de l'université d'Angers et Christine Bard, présidente de l'association Archives du féminisme, remonte au 3 octobre 2000. Elle a été renouvelée le 26 avril 2007 avec les signatures de Daniel Martina, alors président de l'université d'Angers et de Christine Bard. La convention suivante, datée du 11 mai 2012, a été signée par Jean-Paul Saint-André, alors président de l'université d'Angers et Christine Bard et renouvelée en 2017 par Christian Robledo[réf. nécessaire].
L'idée de la création de ce centre revient à Christine Bard. Cette professeure d'histoire contemporaine à l'université d'Angers avait été contactée par Marianne Baruch et Marc Olivier Baruch, la petite-fille et l'arrière-petit-fils de Cécile Brunschvicg, qui recherchaient un lieu de conservation pour les archives de leur aïeule. Christine Bard a proposé l'idée de créer un centre d'archives féministes à la bibliothèque universitaire d'Angers à Jean-Claude Brouillard qui dirigeait alors cet établissement. Ce directeur, amateur de manuscrits, avait déjà permis la constitution de fonds d'archives littéraires à la bibliothèque universitaire d'Angers depuis les années 1990. C'est pourquoi il accepta de créer ce centre avec l'accord de la présidence de l'université.
Le Centre des archives du féminisme (CAF) a été inauguré le 18 avril 2001, à 18 heures, à la Bibliothèque universitaire d'Angers (site de Belle Beille), par une exposition inaugurale intitulée « Visages du féminisme réformiste (1901-1939) », en présence de représentants des collectivités territoriales et de personnalités politiques nationales (notamment Jean-Claude Antonini, maire socialiste d’Angers, Roselyne Bachelot, députée RPR et vice-présidente du conseil régional des Pays de la Loire, Élisabeth Verry, directrice des Archives départementales de Maine-et-Loire, Marie-Claude Caillaud, chargée de mission aux droits des femmes de Maine-et-Loire). Durant la deuxième quinzaine d'avril, cette exposition présentait l'action des militantes réformistes à  travers une série de portraits, de reproductions de documents d'époque, ainsi qu'une sélection de pièces originales (archives, objets, photos, affiches) extraites principalement du fonds Brunschvicg. L'inauguration du CAF a été précédée, à partir de 14h, à la Maison des sciences humaines, des premières rencontres « Archives et histoire du féminisme », sous la présidence de Michelle Perrot, historienne. À cette occasion Marianne Baruch et Marc Olivier Baruch ont pris la parole pour donner un portrait « intime » de celle qui fut la présidente de 1924 à 1946 de l' Union française pour le suffrage des femmes, la plus importante association suffragiste de la IIIe République et l’une des trois femmes du gouvernement de Front populaire et pour expliquer le sens de leur dépôt des archives de Cécile Brunschvicg à l'université d'Angers, au CAF.  
Le fonds Laure Beddoukh, écrivaine féministe fondatrice du groupe marseillais de l'Union française pour le suffrage des femmes, est le second déposé au CAF à l’occasion de l’inauguration du Centre, par sa fille, Françoise Seligmann, résistante, journaliste, ancienne sénatrice et présidente d'honneur de la Ligue des droits de l'Homme, venue l'apporter dans une petite valise le jour de l'inauguration de l'exposition, comme le raconte Christine Bard.    
Parmi les premiers fonds déposés quelques mois plus tard au CAF figure celui du Conseil national des femmes françaises, l'une des plus anciennes associations féministes (fondée en 1901), toujours en activité aujourd'hui.  
Depuis lors, de nombreux fonds d'archives ont rejoint le CAF, au rythme d'environ trois nouveaux fonds chaque année, par don ou par dépôt à l'université d'Angers. Les propositions de don doivent être validées en conseil documentaire de la bibliothèque universitaire. Les contrats de dépôt sont signés par le.la déposant.e et par le président de l'université d'Angers, le dépositaire. La plupart des fonds déposés sont la propriété de l'association Archives du féminisme. En décembre 2016, le CAF totalise cinquante-cinq fonds d'archives, dont quarante-neuf sont classés.  
Certains fonds relèvent de la première vague du féminisme que l'on peut faire coïncider avec la Troisième République. On parle de mouvement suffragiste car les féministes de la fin du XIXe siècle et du début du XXe siècle centraient essentiellement leurs revendications sur l’accès des femmes à la citoyenneté et le pacifisme. Cette première vague, qui commença vers 1870, prit fin avec l’obtention du droit de vote des Françaises en 1944. Elle est représentée notamment par les fonds Cécile Bruschvicg, Marie Bonnevial, Laure Beddoukh ou Marie-Josèphe Réchard.    
Une majorité de fonds relèvent de la seconde vague du féminisme, vague qui a commencé à la suite de mai 68. Les mobilisations féministes qui ont émergé à cette époque ont marqué le renouvellement du militantisme féministe. Les fonds de cette seconde période reflètent la grande diversité des revendications féministes. Certaines associations, certaines féministes concentrent plus précisément leurs efforts sur la défense d’une cause principale : le droit pour les femmes de disposer de leur corps (comme les fonds Mouvement pour la liberté de l'avortement et de la contraception, Groupe information santé, Pierre Simon ou Fédération nationale du planning familial), la revendication de la parité en politique (comme les fonds Françoise Gaspard ou Colette Kreder), la défense de l’image et du rôle des femmes dans les médias (comme le fonds Association des femmes journalistes), la lutte contre le sexisme (comme les fonds No pasaran, Les Chiennes de garde, La Meute contre la publicité sexiste), la mixité dans l’éducation et dans les études scientifiques (comme le fonds Huguette Delavault), la lutte contre les mutilations sexuelles féminines (tels les fonds Luce Sirkis et Marie-Hélène Franjou),  mais tous les fonds - et particulièrement les fonds les plus volumineux - abordent et croisent différentes problématiques (le fonds Benoîte Groult concerne notamment la féminisation du langage, les mutilations sexuelles féminines et la parité). Certains fonds, tels les fonds Florence Montreynaud ou Yvette Roudy, tentent d’englober tous les domaines de la société et de la connaissance du point de vue féministe. Ces fonds ont une dimension globalisatrice.  
En complément de ces archives, la bibliothèque universitaire d'Angers développe un fonds documentaire unique sur l’histoire des femmes, le féminisme et l'antiféminisme constitué de plus de 10 000 ouvrages et plus de 200 titres de revues féministes.  

## Fonctionnement
Le CAF s'insère dans un réseau universitaire, archivistique et féministe. Ses orientations générales sont définies par un comité de suivi composé de la responsable des fonds spécialisés et du CAF, de la directrice de la Bibliothèque universitaire d'Angers, du directeur du laboratoire Témos (anciennement CERHIO) ou de son représentant, d'un responsable de la filière archives de l'université d'Angers, de la directrice des Archives départementales de Maine-et-Loire, d'une représentante des Archives nationales, de la présidente et d'un membre de l'association Archives du féminisme ainsi que de personnes pouvant être librement conviées par le comité à titre d'invitées. La responsable des fonds spécialisés de la bibliothèque universitaire d'Angers s'occupe de toute la chaîne de traitement du CAF et des fonds littéraires de la bibliothèque, depuis la collecte des fonds, le contact et le suivi avec les donateurs et/ou donatrices et les ayants droit, l'élaboration des contrats, le classement et le conditionnement des archives, la communication au public et la valorisation des fonds. Lors du comité de suivi annuel, elle expose les propositions de nouveaux dons ou dépôts pour l'année en cours afin qu'elles soient validées, présente le rapport sur les travaux effectués dans l'année écoulée et propose les projets à venir[réf. nécessaire].
L'association Archives du féminisme favorise le travail en réseau du CAF, de la bibliothèque Marguerite-Durand, de la Bibliothèque de documentation internationale contemporaine (BDIC) et du Centre audiovisuel Simone de Beauvoir de Paris à l'occasion notamment des réunions du conseil d'administration et de l'assemblée générale de l'association qui ont lieu à Paris et à Angers. Les représentants de ces établissements sont aussi membres de l'équipe de rédaction du bulletin Archives du féminisme, périodique annuel de l'association.
Le classement des archives s'effectue en partenariat avec les filières archivistique et bibliothéconomique de l'université d'Angers. En effet, les étudiants de première année de master histoire, parcours Archives, peuvent choisir de faire leur stage de fin d'année (de mi-novembre à mi-décembre) à la bibliothèque universitaire d'Angers pour classer un fonds d'environ trois mètres linéaires. En seconde année de Master, le stage consiste à classer un fonds d'environ seize mètres linéaires et de mener un projet de valorisation archivistique. D'une durée de trois mois au printemps, il donne lieu à une gratification. Ces stages sont encadrés par une enseignante d'archivistique référente et par la responsable du CAF, tutrice de stage. Les étudiants de deuxième année de Master Histoire, parcours bibliothèques, peuvent eux aussi classer des petits fonds d'archives avec leur enseignant.e, dans le cadre de cours d'initiation à l'archivistique. Enfin, la bibliothèque universitaire d'Angers recrute régulièrement des archivistes l'été pour classer des fonds particulièrement volumineux. La responsable du CAF peut elle aussi classer de petits fonds d'archives (tels les fonds Benoîte Groult ou Josie Ceret). Elle relit systématiquement les travaux des étudiants avant de publier leurs inventaires sur le site web de la Bibliothèque universitaire d'Angers et dans Calames.[réf. nécessaire]
D'autres partenariats sont mis en place. L'association Mnémosyne, association pour le développement de l'Histoire des femmes et du genre, fait don, chaque année, à la Bibliothèque universitaire d’Angers, d'une quinzaine de mémoires d'Histoire ayant concouru pour le prix Mnémosyne. La bibliothèque intègre dans son catalogue tous les mémoires reçus, notamment celui qui a obtenu le prix.